# Unaman, Sunaman i Winaman de Växjö
Winaman, Unaman i Sunaman de Växjö o de Värend (Anglaterra?, s. XI - Värend, Småland, Suècia, ca. 1040) foren tres eclesiàstics anglesos, nebots del bisbe Sigfrid de Växjö i missioners a Suècia. Morts per uns bandolers, foren venerats com a màrtirs i són venerats com a sants per diferents confessions cristianes.

## Biografia
Els tres eren nebots del bisbe Sigfrid de Växjö, que havia estat enviat a Escandinàvia per evangelitzar-ne la població. Unaman era sacerdot, Sunaman diaca i Winaman sotsdiaca. Marxaren amb ell i, després d'anar a Noruega, marxaren a Dinamarca i a Suècia, on s'instal·laren a terres de Värend (Småland) i hi construïren una església.
En 1008, Sigfrid fou cridat pel rei i marxà, deixant la comunitat de Värend a cura dels tres nebots. No sabem res del que passà en aquest període, llevat que la comunitat prosperà. Cap al 1040 fou assaltada per uns bandolers comandats per Gunnar Gröpe, que arrasaren la ciutat i mataren Winaman, Unaman i Sunaman. Foren decapitats i els seus caps, ficats en un cistell, foren llençats al llac de Växjö.
Quan Sigfrid tornà, va recuperar els caps i instà el rei Olof, que va fer capturar els bandolers i els condemnà a mort; Sigfrid, però, intercedí per ells i va fer canviar la pena de mort per una compensació econòmica que donà al rei a canvi d'unes terres a Tiutursby (entre els llacs de Växjö i de Helga) per construiir-hi una missió.